# Gustav Klimt
Gustav Klimt, född 14 juli 1862 i Baumgarten, sedan 1892 en del av stadsdelen Penzing i Wien, död 6 februari 1918 i Neubau i Wien, var en betydande österrikisk bildkonstnär, tidigt påverkad av symbolismen, och en av de mest berömda företrädarna för jugend i Wien, även kallad Wiener Sezession.

## Liv
Gustav Klimt var son till guldgravören Ernst Klimt d.ä., ursprungligen från Böhmen, och Anna Rosalia Finster. Han föddes som andra barn av sju i Baumgarten, som då var en förstad till Wien. Födelsehuset på nuvarande Linzer Straße 247 revs år 1966. Hans bröder Ernst Klimt den yngre (1864–1892) och Georg Klimt (1867–1931) var också konstnärer.
Meningen var att Klimt skulle lära sig faderns yrke, men han fick ett stipendium som möjliggjorde för honom att åren 1876–1883 studera vid Kunstgewerbeschule Wien, Wiens konstskola, där målare som Ferdinand Laufberger och Michael Rieser var lärare.
Från 1883 till 1892 hade han tillsammans med brodern Ernst och skulptören och målaren Franz Matsch (1861–1942) en gemensam ateljé kallad Compagnie. Somrarna tillbringade Klimt ofta vid Attersee, Österrikes tredje största sjö, där han målade flera tavlor, till exempel Litzlberg am Attersee (1914–1915).

## Verksamhet
Klimt påbörjade sina konstnärsstudier som mycket ung och utförde 1882–1892 en rad vägg- och takmålningar i Wien. Han målade i en symbolistisk stil och var en av centralfigurerna i jugendrörelsen. Klimt grundade 1897 Wiener Sezession tillsammans med andra konstnärer och blir dess förste ordförande. Dess syfte var att höja nivån för konst och konsthantverk i Österrike och sprida sitt budskap i tidskriften Ver Sacrum. Klimt lämnade secessionen 1905 samtidigt med många andra konstnärer och grundade Wiener Werkstätte.
I samband med fadern och brodern – Ernst Klimts d.ä. respektive d.y. – död 1892 övergick Klimt till ett mer ytmässigt, dekorativt måleri som ställde ytor täckta av mönster och ornament, ofta i guld eller silver, i kontrast mot bildens figurativa gestalter, vanligen kvinnogestalter. Många av Klimts bilder är öppet erotiska eller har tydliga erotiska undertoner, vilket vid flera tillfällen orsakade skandal. Efter en resa till Ravenna 1903, där han beskådade San Vitalekyrkans gyllene bysantinska mosaiker inleddes hans "gyllene period" som omfattade hans mest kända målningar som Porträtt av Adele Bloch-Bauer I (1907) och Kyssen (1908). 
År 1900 vann Klimt en guldmedalj vid Världsutställningen i Paris 1900 och 1911 första pris vid en internationell konstutställning i Rom. I slutet av sitt liv blev han hedersledamot av akademierna i Wien och München.

## I Nazityskland
28 augusti 1937 beslagtog propagandaministeriet i Nazityskland det lilla som fanns av Gustav Klimt på tyska museer, för det klassades som entartete Kunst och sådant skulle inte finnas i riket. Det var 2 teckningar, Weiblicher Akt / Kvinnlig nakenstudie och Liegender Weiblicher Akt / Liggande kvinnlig nakenstudie på Kunsthalle Mannheim. I augusti året därpå fördes dessa studier från ministeriets lager till Schloss Schönhausens värdedepå för värdering av konstkännare inför en försäljning utomlands. Den tyske samlaren Emanuel Fohn, bosatt i Rom, bytte i juni 1939 till sig båda teckningarna mot okänt vad direkt ur depån. Deras fortsatta proveniens är okänd. 
I det beslagsinventarium som Freie Universität Berlin har upprättat online (se Källor), återfinns ytterligare en teckning av Klimt, som ingick i Rolf Nikolaus Cornelius Gurlitts dödsbo 2014, sonen till den kände konsthandlaren Hildebrand Gurlitt. Teckningen saknas i det inventarium som det nazityska ministeriet upprättade över alla beslagtagna konstverk, och ingår därför sedan 2014 också i en särskild Gurlitt-förteckning som FUB tillhandahåller om man söker på sonens fullständiga namn. Däremot anses det högst troligt att teckningen, som även den är en kvinnlig nakenstudie, tillhörde nationalsocialistiskt beslagtaget gods. Sedan 2014 finns den på Kunstmuseum i Bern.

## Verk
Några viktiga verk ur Gustav Klimts produktion är: 
- Judit och Holofernes (1901), Österreichische Galerie Belvedere
- Beethovenfrisen (1902), tillhör konstmuseet Belvedere men är utlånad till Wiener Sezession utställningsbyggnad.
- Hopp I (1903), National Gallery of Canada
- Kvinnans tre åldrar (1905), Galleria Nazionale d'Arte Moderna
- Danaë (1907), privat ägo
- Porträtt av Adele Bloch-Bauer I (1907), Neue Galerie i New York
- Kyssen (1908), Österreichische Galerie Belvedere
- Väggmålningar (1909–11), Stoclets palats i Bryssel.
- Jungfrun (1913), Nationalgalleriet i Prag.

### Museer
- Österreichische Galerie Belvedere, Wien, har den största samlingen av alla.
- Leopold Museum, Wien.

## Bildgalleri

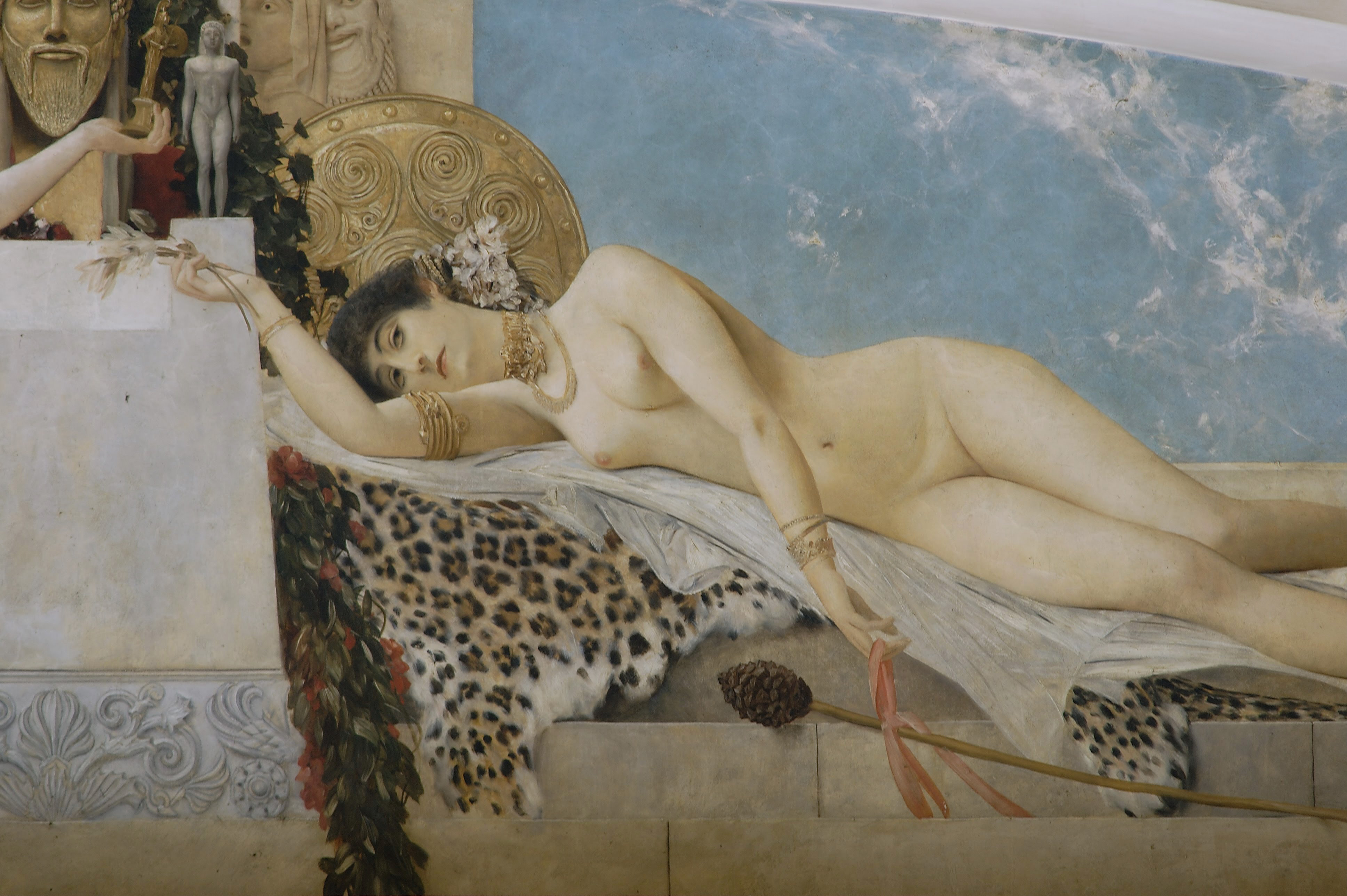
Altar des Dionysos (1886-1887), detalj ur fresk på Burgtheater i Wien.
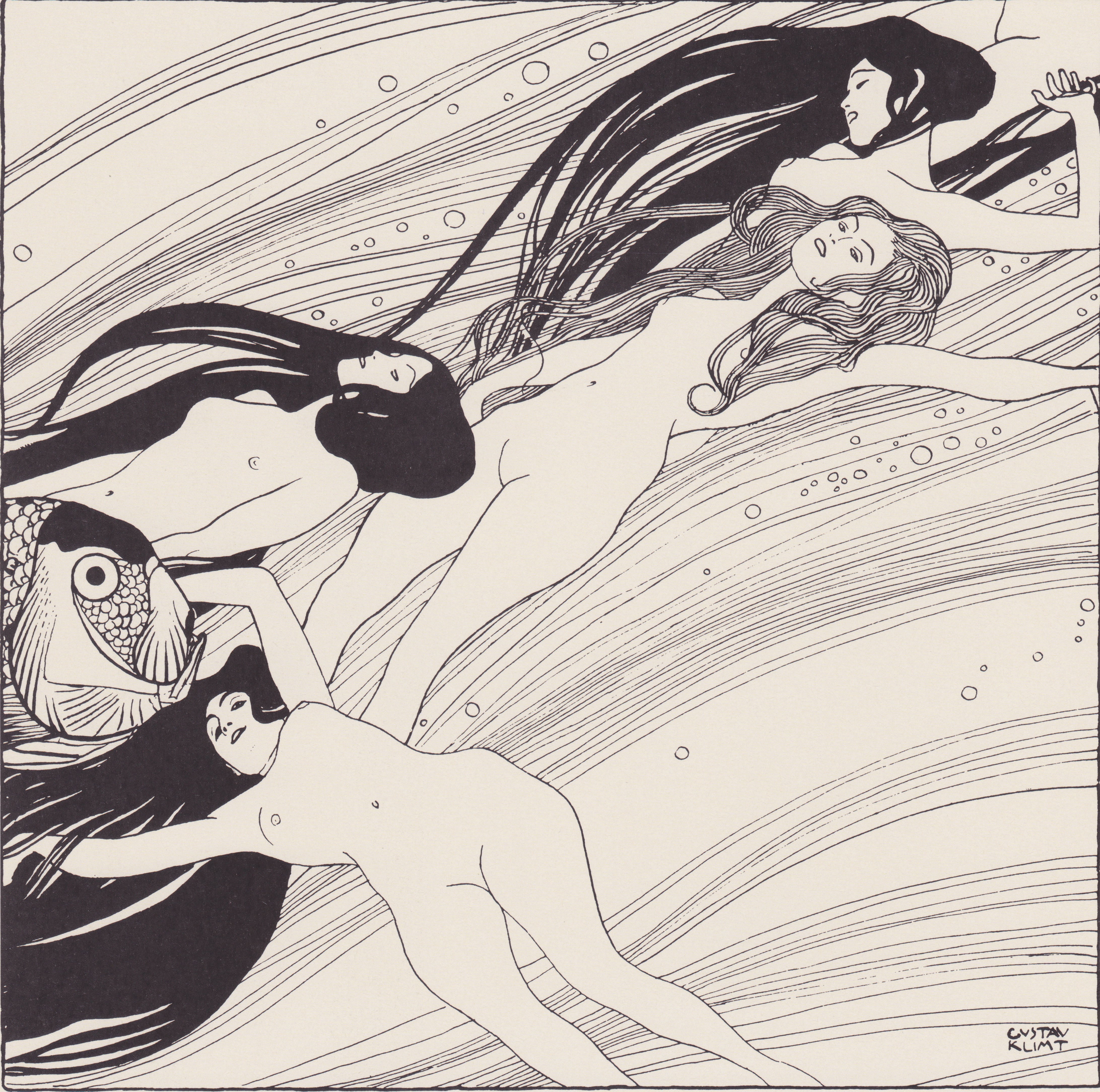
Fischblut (1898), 18,5 x 18,5 cm, Österreichische Galerie Belvedere.
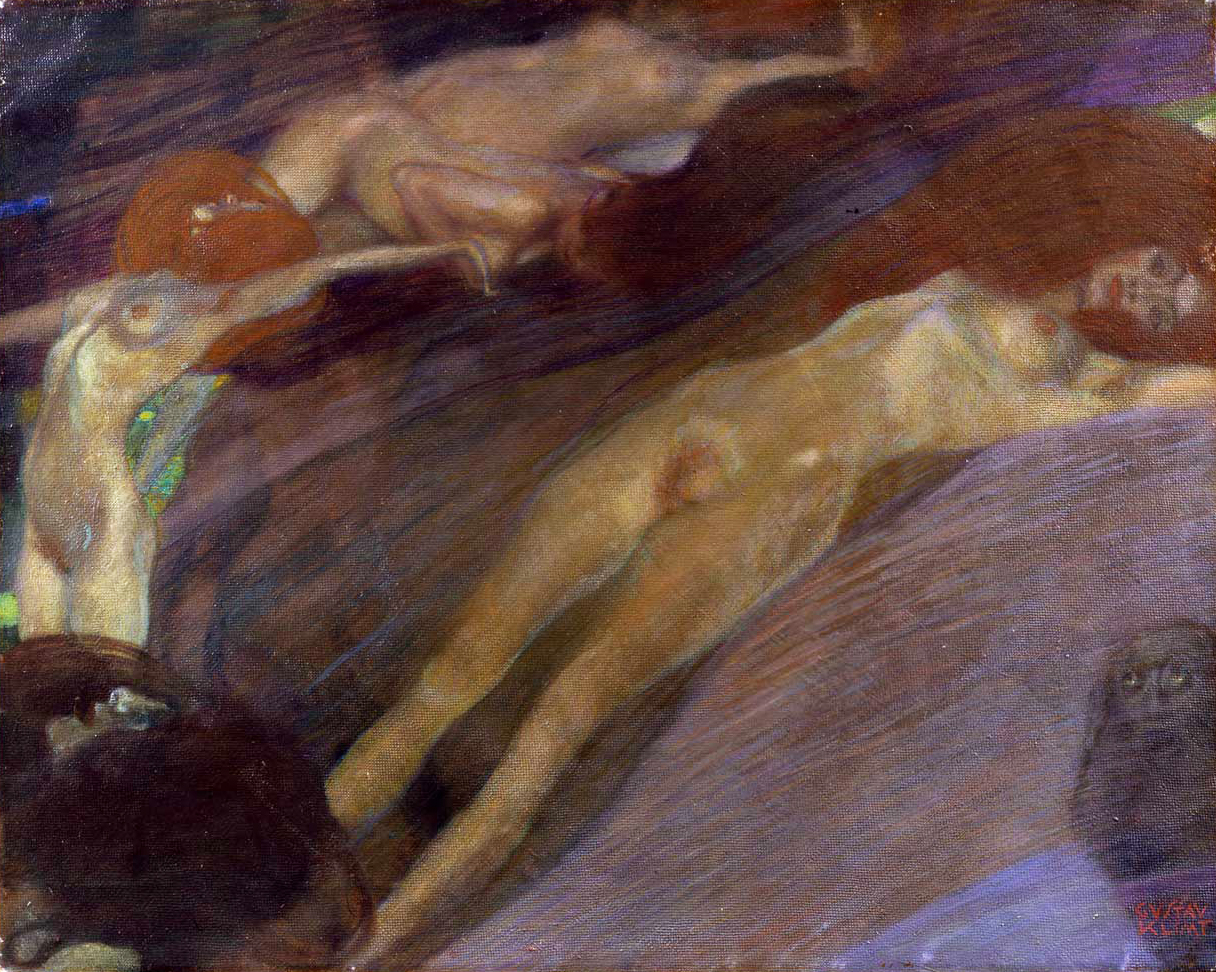
Bewegte Wasser (1898), olja på duk, 52 x 65 cm, privat ägo, New York.
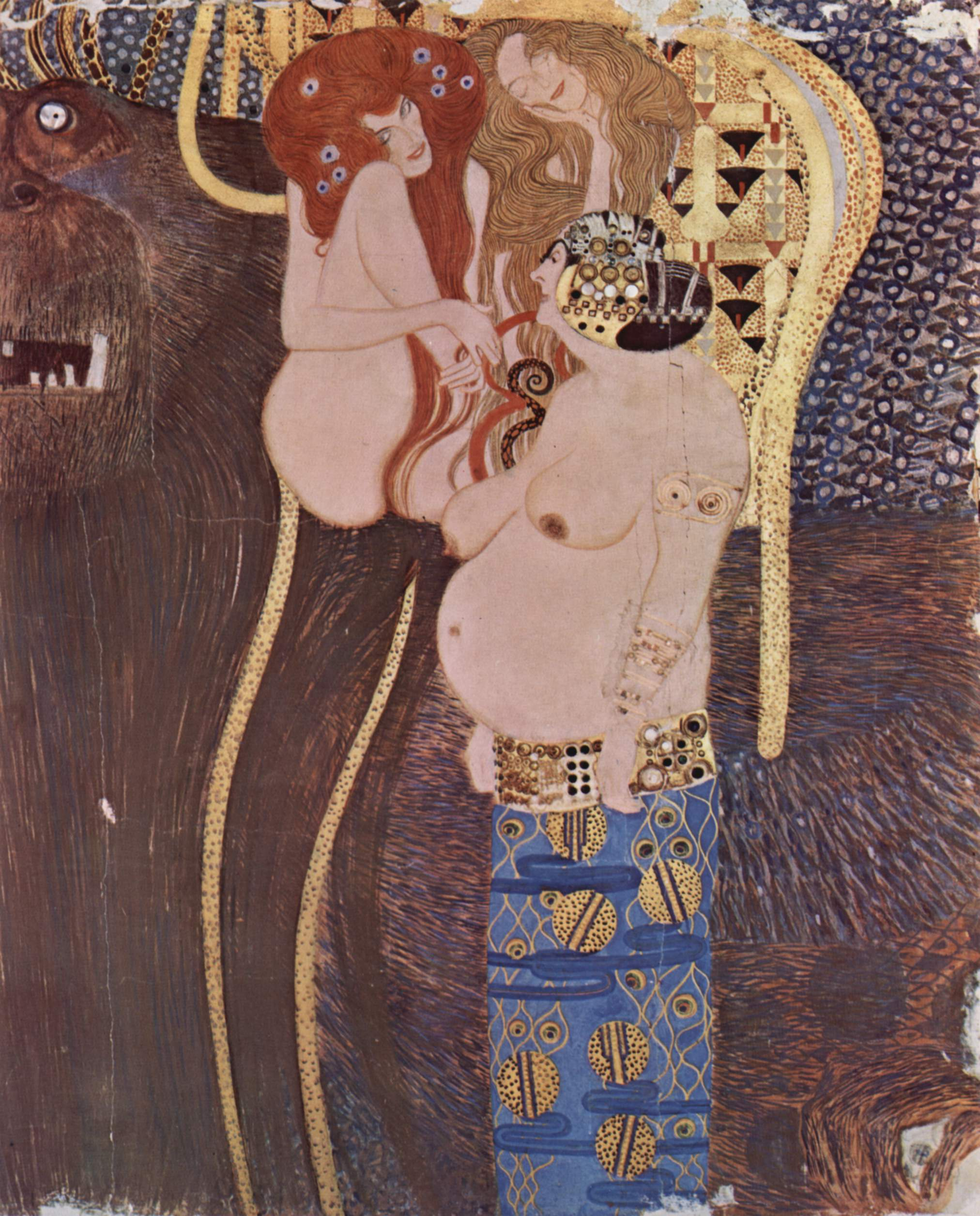
Beethovenfrisen (1902), detalj, Wiener Sezession.
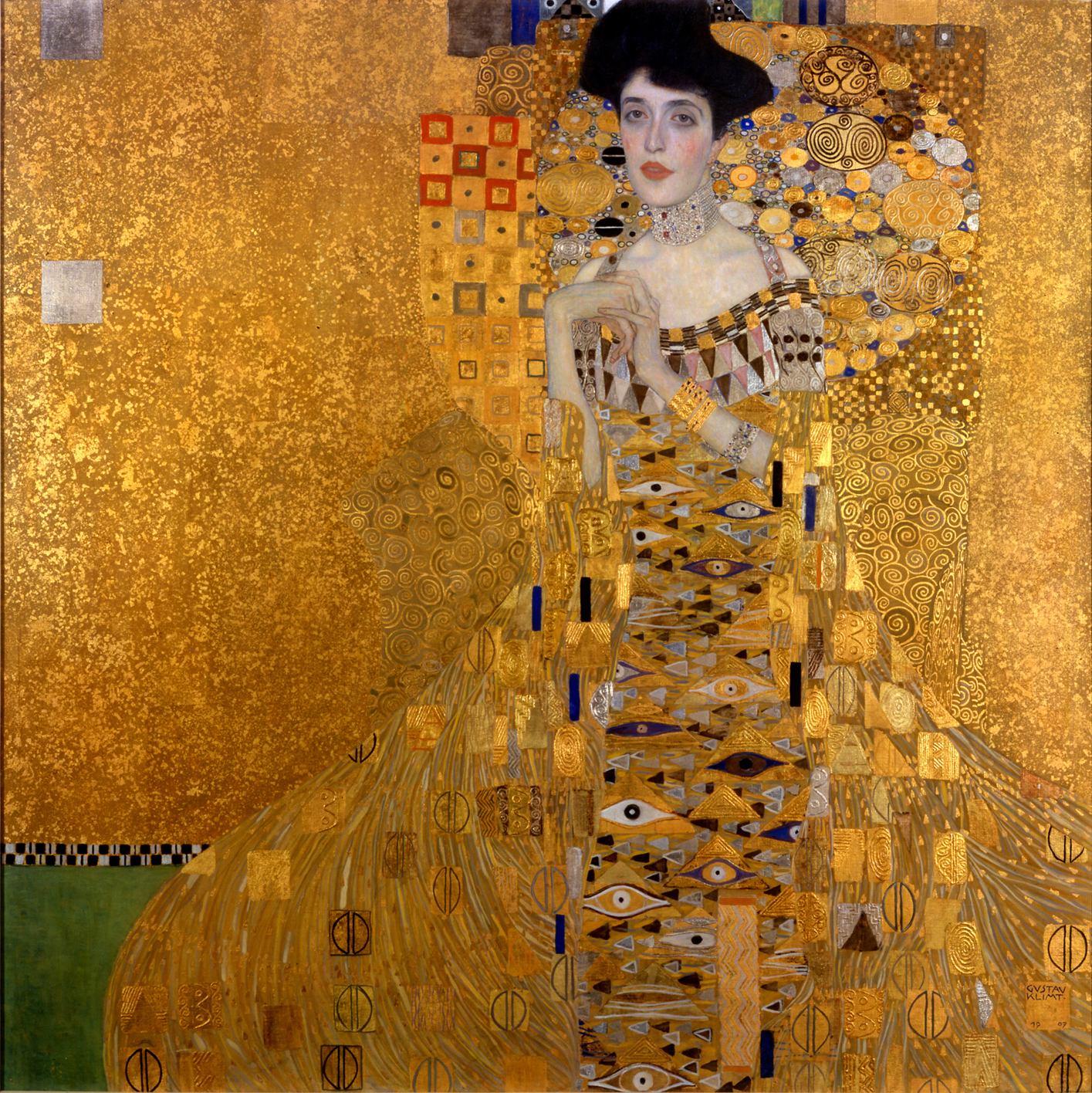
Porträtt av Adele Bloch-Bauer I (1907), Neue Galerie, New York.
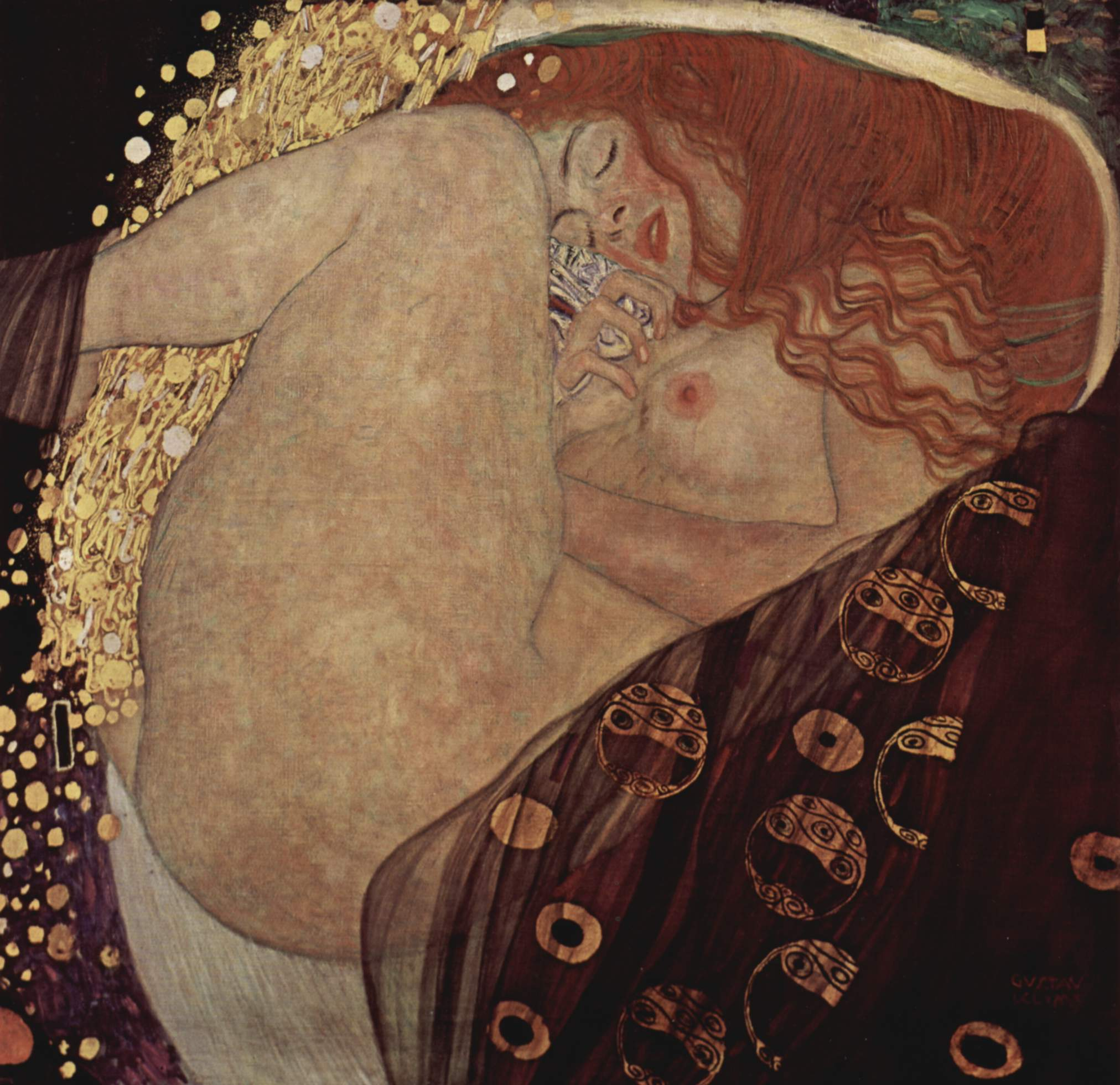
Danaë (1907), privat ägo, Wien.
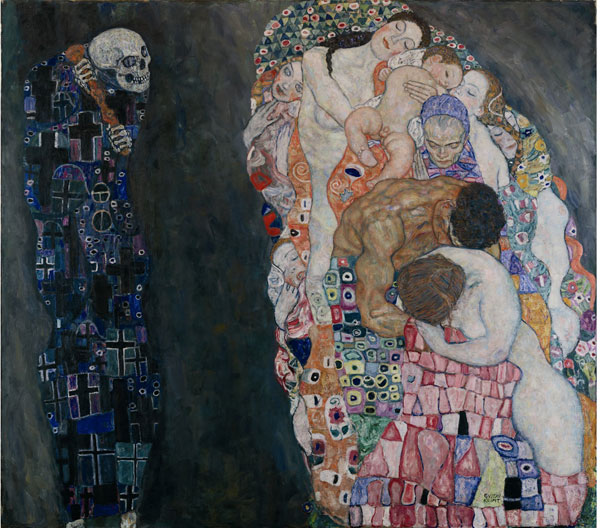
Tod und Leben (1910-1915) Leopold Museum.

## Minne
- En spelfilm om Gustav Klimt hade premiär 2006. Den heter Klimt.
- Under 2009, den österrikiska premiären av musikalen "Gustav Klimt".
- Kvinnan i guld, brittisk film från 2015 i regi av Simon Curtis. Titeln anspelar på den alternativa namnet för Porträtt av Adele Bloch-Bauer I